# Larisa Belokon
Larisa Belokon –en ruso, Лариса Белоконь– (Taskent, URSS, 18 de mayo de 1964) es una deportista soviética que compitió en natación. Ganó tres medallas en el Campeonato Europeo de Natación de 1981.

## Palmarés internacional
| Campeonato Europeo | Campeonato Europeo | Campeonato Europeo | Campeonato Europeo |
| Año                | Lugar              | Medalla            | Prueba             |
| ------------------ | ------------------ | ------------------ | ------------------ |
| 1981               | Split (Yugoslavia) | Medalla de plata   | 200 m braza        |
| 1981               | Split (Yugoslavia) | Medalla de plata   | 4 × 100 m estilos  |
| 1981               | Split (Yugoslavia) | Medalla de bronce  | 100 m braza        |